# لیالینتسی
لیالینتسی (به بلغاری: Lyalintsi) یک منطقهٔ مسکونی در بلغارستان است که در استان پرنیک واقع شده‌است.
 لیالینتسی  ۴۳ نفر جمعیت دارد و ۹۰۳ متر بالاتر از سطح دریا واقع شده‌است.